# العلاقات الألبانية الكورية الجنوبية
العلاقات الألبانية الكورية الجنوبية هي العلاقات الثنائية التي تجمع بين ألبانيا وكوريا الجنوبية.

## مقارنة بين البلدين
هذه مقارنة عامة ومرجعية للدولتين:
| وجه المقارنة                                              | ألبانيا                                                    | كوريا الجنوبية                                                          |
| --------------------------------------------------------- | ---------------------------------------------------------- | ----------------------------------------------------------------------- |
| المساحة (كم2)                                             | 28.75 ألف                                                  | 100.30 ألف                                                              |
| عدد السكان (نسمة)                                         | 3.02 مليون                                                 | 51.47 مليون                                                             |
| الكثافة السكانية (ن./كم²)                                 | 105.04                                                     | 513.16                                                                  |
| العاصمة                                                   | تيرانا                                                     | سول                                                                     |
| اللغة الرسمية                                             | اللغة الألبانية                                            | اللغة الكورية                                                           |
| العملة                                                    | ليك ألباني                                                 | وون كوري جنوبي                                                          |
| الناتج المحلي الإجمالي (بليون دولار)                      | 13.04 مليار                                                | 1.53 تريليون                                                            |
| الناتج المحلي الإجمالي (تعادل القوة الشرائية) بليون دولار | 33.17 مليار                                                | 1.75 تريليون                                                            |
| الناتج المحلي الإجمالي الاسمي للفرد دولار أمريكي          | 3.94 ألف                                                   | 27.22 ألف                                                               |
| الناتج المحلي الإجمالي للفرد دولار أمريكي                 | 11.11 ألف                                                  |                                                                         |
| مؤشر التنمية البشرية                                      | 0.764                                                      | 0.901                                                                   |
| رمز المكالمات الدولي                                      | +355                                                       | +82                                                                     |
| رمز الإنترنت                                              | .al                                                        | .kr                                                                     |
| المنطقة الزمنية                                           | توقيت وسط أوروبا، ت ع م+01:00، ت ع م+02:00، أوروبا/تيرانا ‏ | توقيت كوريا الجنوبية، ت ع م+09:00، آسيا/سيول ‏، ت ع م+08:00، ت ع م+08:30 |

## مدن متوأمة
في ما يلي قائمة باتفاقيات التوأمة بين مدن ألبانية وكورية جنوبية:
- ترتبط تيرانا مع سول باتفاقية توأمة.

## منظمات دولية مشتركة
يشترك البلدان في عضوية مجموعة من المنظمات الدولية، منها:
| علم المنظمة | اسم المنظمة                               | تاريخ انضمام ألبانيا | تاريخ انضمام كوريا الجنوبية |
| ----------- | ----------------------------------------- | -------------------- | --------------------------- |
|             | البنك الدولي للإنشاء والتعمير             | 15 أكتوبر 1991       | 26 أغسطس 1955               |
|             | منظمة الشرطة الجنائية الدولية             | ?                    | ?                           |
|             | يونسكو                                    | 16 أكتوبر 1958       | 14 يونيو 1950               |
|             | الاتحاد البريدي العالمي                   | ?                    | ?                           |
|             | الأمم المتحدة                             | 14 ديسمبر 1955       | 17 سبتمبر 1991              |
|             | المركز الدولي لتسوية المنازعات الاستشارية | 14 نوفمبر 1991       | 23 مارس 1967                |
|             | منظمة التجارة العالمية                    | ?                    | ?                           |
|             | مؤسسة التمويل الدولية                     | 15 أكتوبر 1991       | 16 مارس 1964                |
|             | وكالة ضمان الاستثمار متعدد الأطراف        | 15 أكتوبر 1991       | 12 أبريل 1988               |
|             | منظمة حظر الأسلحة الكيميائية              | ?                    | ?                           |
|             | مؤسسة التنمية الدولية                     | 15 أكتوبر 1991       | 18 مايو 1961                |

## وصلات خارجية
- موقع وزارة الخارجية الألبانية
- موقع وزارة الخارجية الكورية الجنوبية